# 天種子命
天種子命（あめのたねこのみこと、生没年不詳）は、古代日本の豪族で中臣連の祖。天多禰子命、天多禰伎命とも。

## 概要
『日本書紀』の神武東征の段で一度だけ登場する。神武天皇が筑紫国菟狭に至ったとき、宇佐国造の祖である菟狭津彦と菟狭津媛が菟狭川の川上に一柱騰宮を造営して饗応の奉仕をした。そこで神武天皇は勅をして、菟狭津媛を待臣の天種子命に娶らせたとされる。『先代旧事本紀』の「皇孫本紀」でも『日本書紀』と同様の内容を伝え、同書「天皇本紀」では、神武天皇の即位の後に天神の寿詞を奏上したとされる。『古語拾遺』では神武天皇に命じられて天罪・国罪を祓ったとされる。
枚岡神社は神武天皇の勅命によって天種子命が天児屋根命・比売神の二柱を神津嶽に奉斎したことに始まるとされる。

## 考証
神武朝の人物である天種子命は、現存する各種の系図において天押雲根命の子と見える。

## 系譜
父は天児屋命の子・天押雲根命。妻は宇佐津彦命の妹である宇佐津媛命で、中臣連祖の宇佐臣命がいる。